# Jesús Tordesillas

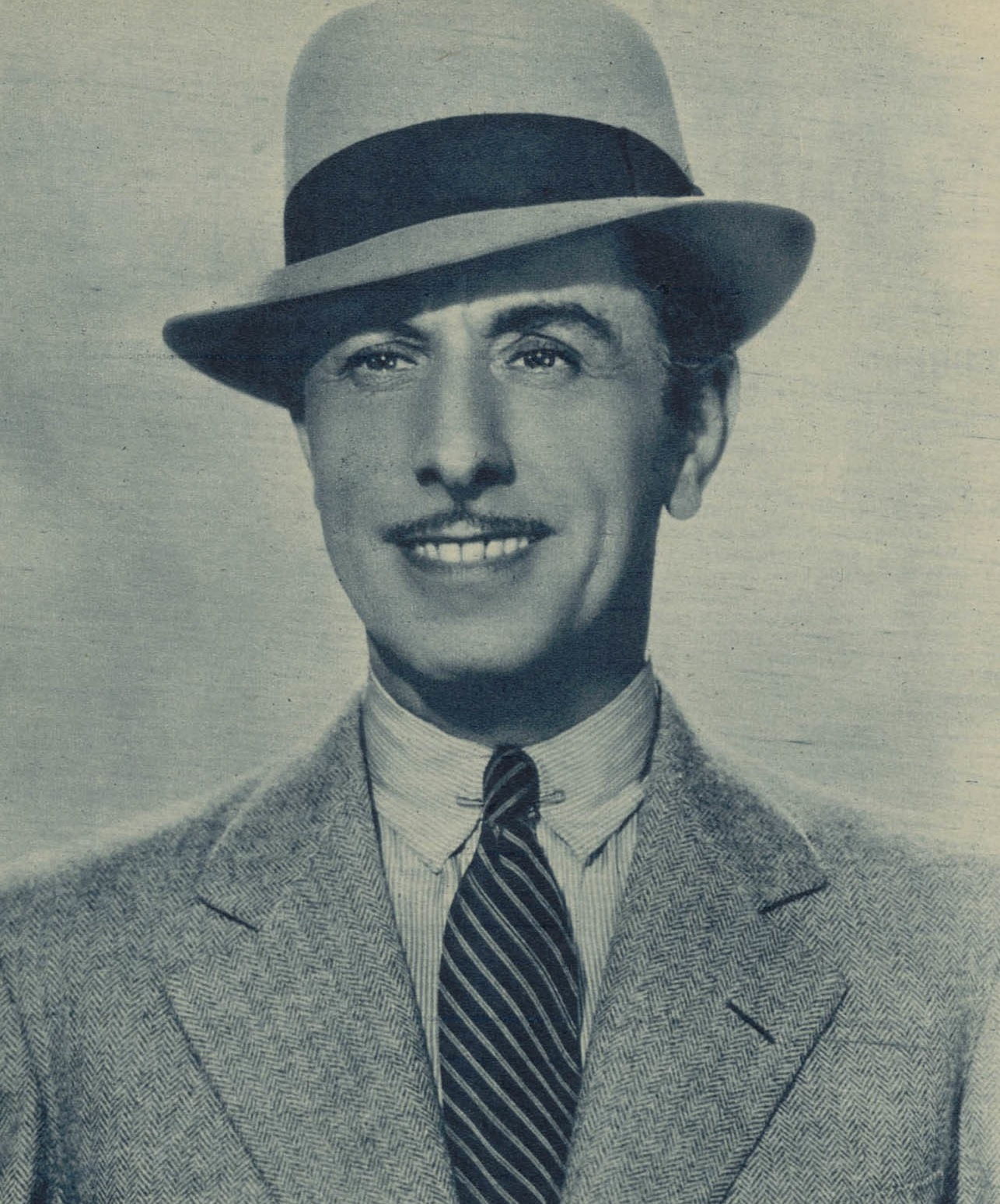
Jesús Tordesillas (1943)

Jesús Tordesillas (* 29. Januar 1893 in Madrid; † 24. März 1973 ebenda) war ein spanischer Schauspieler.

## Leben
Nach dem Schulabschluss begann Tordesillas mit einer Ausbildung bei einer Bank, wandte sich, ermutigt durch die Brüder Joaquín und Serafín Álvarez Quintero, dann jedoch der Schauspielerei zu. In verschiedenen Ensembles spielte er zunächst hauptsächlich in Werken seiner Entdecker. Im Kino debütierte Tordesillas bereits 1921 in Flor de España, sein Durchbruch geschah aber erst in den 1940er Jahren, als er sich zu einem der wichtigsten Charakterdarsteller entwickelte, der zahlreichen Filmen mit markanten Interpretationen älterer Herren von Granden bis zu Totengräbern in Melodramen wie in Kostümfilmen seinen Stempel aufdrückte. Mitte der 1950er Jahre gründete er mit Manuel Luna eine Theaterkompanie, in der er, wenn auch später in kleineren Parts, bis zu seinem Tode aktiv blieb.
Unter seinen Auszeichnungen findet sich zweimal die des Sindicato Nacional del Espectáculo und gleich sechs Mal die des Círculo de Escritores Cinematográficos.

## Filmografie (Auswahl)
- 1921: Flor de España
- 1951: Mit leeren Händen (Balarrasa)
- 1958: ¿Dónde vas, Alfonso XII?
- 1962: Bienvenido, padre Murray
- 1962: Zorro – das Geheimnis von Alamos (La venganza del Zorro)
- 1962: Zorro, der schwarze Rächer (Cabalgando hacia la muerte)
- 1964: Tim und Struppi und die blauen Orangen (Tintin et les oranges bleues)
- 1965: Eine Bahre für den Sheriff (Una bara per lo sceriffo)
- 1965: El proscrito del Río Colorado
- 1968: Der Fremde von Paso Bravo (Uno straniero a Paso Bravo)
- 1968: Ein Schuss zuviel (Dos hombres van a morir)